# Лопатин, Герман Александрович
Ге́рман Алекса́ндрович Лопа́тин (13 [25] января 1845, Нижний Новгород, Российская империя — 26 декабря 1918, Петроград, РСФСР) — русский политический деятель, революционер, член Генерального совета Первого интернационала, один из авторов первого перевода «Капитала» Карла Маркса на русский язык.

## Биография
Родился в городе Нижнем Новгороде в семье потомственного дворянина, действительного статского советника, председателя Ставропольской казённой палаты Александра Никоновича Лопатина и Софьи Ивановны Лопатиной (урождённой Крыловой).
В 1861 году окончил с золотой медалью Ставропольскую мужскую гимназию и поступил на естественное отделение физико-математического факультета Петербургского университета, где сблизился с революционно настроенными студентами «ишутинцами». В студенческие годы активного участия в революционной деятельности не принимал.
В 1866 году окончил университет. В 1867 году получил степень кандидата наук. Остался жить в Санкт-Петербурге, от научной и служебной карьеры отказался.
В 1866 году впервые заключён на два месяца под стражу в Петропавловскую крепость в ходе широкой кампании арестов, последовавшей за покушением революционера-террориста Дмитрия Каракозова на императора Александра II. Освобождён за отсутствием улик.
В 1867 году нелегально выехал в Италию с намерением присоединиться к отрядам волонтёров Джузеппе Гарибальди, но, прибыв на место уже после поражения повстанцев, вернулся на родину. По возвращении в Санкт-Петербург вместе с Феликсом Волховским создал революционное «Рублёвое общество» для изучения экономики страны, быта народа и его способности восприятия идей социализма, а также распространения революционной литературы. За эту деятельность в январе 1868 года был арестован и после восьми месяцев заключения в Петропавловской тюрьме сослан в Ставрополь-Кавказский под надзор родителей.
Находясь в ссылке с 1869 года, по отцовской протекции стал чиновником особых поручений при местном губернаторе. В свободное от работы время занимался общественно-просветительской деятельностью, изучал труды Карла Маркса. В том же году был арестован вследствие обнаружения его письма при обыске у одного из привлечённых по так называемому «нечаевскому делу». Бежал с военной гауптвахты и перешёл на нелегальное положение.
В 1870 году организовал побег из ссылки за границу Петра Лаврова, передав ему свой заграничный паспорт, а затем, получив себе паспорт на чужое имя, сам эмигрировал в Париж, где вступил в ряды Первого Интернационала. Позднее в том же году приехал в Швейцарию для разоблачения «иезуитских» действий Сергея Нечаева. В Швейцарии предпринял безуспешную попытку сплотить русскую революционную эмиграцию.
За границей начал перевод первого тома «Капитала» Карла Маркса. Летом 1870 года уехал в Англию, где лично познакомился с Марксом; в сентябре того же года был введён там в состав Генерального совета I Интернационала.
Придя к убеждению, что объединить разрозненные русские революционные силы сможет лишь безусловно авторитетный лидер Николай Чернышевский, зимой 1870 года вернулся в Россию и направился в Иркутск, чтобы освободить его из ссылки. В 1871 году эти намерения были раскрыты и пресечены заключением, которое проходило в тюрьмах Иркутска и Вилюйска. Дважды неудачно бежал из заключения. В 1873 году в Иркутске во время судебного перерыва по делу о его побеге дерзко сбежал от конвоя, укрывшись в тайге. Добрался до Санкт-Петербурга, откуда выехал за границу, где занялся переводческой и литературной деятельностью.
Переехал в Париж, где жил по документам английского подданного Барта.
Несколько раз нелегально посещал Россию для участия в революционной борьбе. В 1879 году в очередной раз приехал в Россию, но через шесть дней был арестован и сослан в Ташкент, где восемь месяцев жил в доме своих знакомых Ошаниных, на улице Шелковичной. Хозяин дома, в котором проживал Лопатин, — Василий Ошанин — поручился городским властям за Лопатина, что позволило ему свободно перемещаться по городу и выезжать на экскурсии за город.
Позднее ссылка в Ташкент заменена ссылкой в Вологду, откуда в 1883 году Лопатин бежал сначала в Париж, а затем в Лондон.
В 1883 году вернулся в Санкт-Петербург. В 1884 году примкнул к «Народной воле» и в качестве члена новой Распорядительной комиссии стал вести по всей стране активную работу по объединению разрозненных сил этой запрещённой организации. Лопатину удалось объединить отдельные группы, усилить их работу и организовать убийство жандармского полковника Георгия Судейкина 16 декабря 1883 года.
6 октября 1884 года Герман Лопатин был арестован. Найденные при нём документы и записи позволили раскрыть всю сеть революционной организации. Дело народовольцев, известное как «Процесс двадцати одного» или «лопатинское дело», закончилось в 1887 году. Лопатин был приговорён к смертной казни.

 Господа судьи, ваш приговор мало волнует меня. Не примите за дерзость, если я скажу вам, что я не могу видеть в вас моих естественных судей. Мы молимся разным богам, а потому можем только воевать между собой и истреблять одни других, но судить друг друга не можем… Пощады не прошу и не желаю — говорю по совести!.. Я сделал мало для того дела, которое было всего дороже мне на земле, и горько сожалею об этом. Но если я не сумею послужить ему моей жизнью, то знаю, что не осрамлю его моей смертью и сумею умереть так же твёрдо и безупречно, как жил.— последнее слово Г. А. Лопатина на суде 5 июня 1887 года.
Позднее казнь была заменена на пожизненную каторгу, которую он отбывал в Шлиссельбургской крепости. После 18 лет заключения в октябре 1905 года был освобождён по амнистии без восстановления в правах состояния.
После освобождения Лопатин проживал в Вильне. Будучи тяжелобольным, отошёл от революционной деятельности, занимался литературной работой.
9 декабря 1909 года на Капри Лопатин посетил Максима Горького, пробыл там пять дней и рассказывал ученикам Каприйской школы о своих встречах с Марксом.
В 1913 году переехал в Санкт-Петербург.
Скончался Герман Лопатин от онкологического заболевания 26 декабря 1918 года в Петропавловской больнице. Похоронен на Литераторских мостках Волковского кладбища в Петрограде.

## Семья

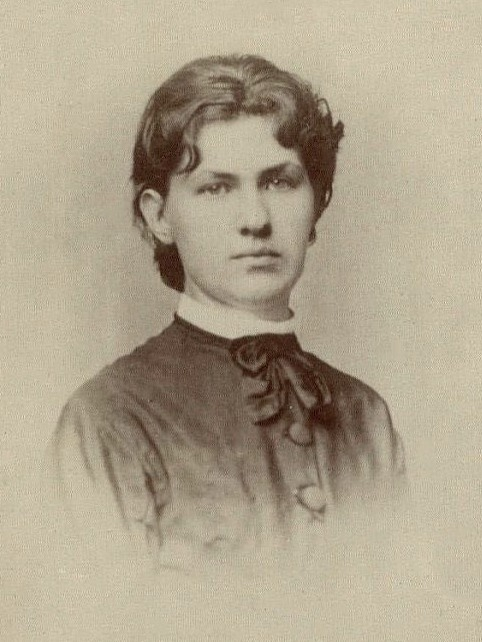
Зинаида Корали

Жена — Зинаида Степанова Корали (1854 или 1855—1919). В начале 1870-х годов участвовала в кружке П. Л. Лаврова, где сблизилась с Лопатиным и вышла за него замуж под фамилией Барт. Брак распался в 1883 году. Окончила Сорбонну и практиковала как врач-психиатр во Франции. Впоследствии вернулась в Россию, вышла замуж за художника К. Н. Горского. Во время Первой мировой войны служила в военных госпиталях в Петрограде.
Сын — Бруно Германович Лопатин-Барт (1877—1938). Юрист, адвокат, выступал защитником на многих политических процессах.
Внучка — Елена Бруновна Лопатина (1912—1993). Учёный в области физической географии, кандидат географических наук.
Внучка — Нина Бруновна Всеволожская (1916—1942). Научный сотрудник экспедиции по изучению районов Дальнего Востока при Географо-экономическом научно-исследовательском институте ЛГУ, кандидат географических наук, старший научный сотрудник Института географии Академии наук СССР.

## Места проживания
- Нижний Новгород (место рождения)

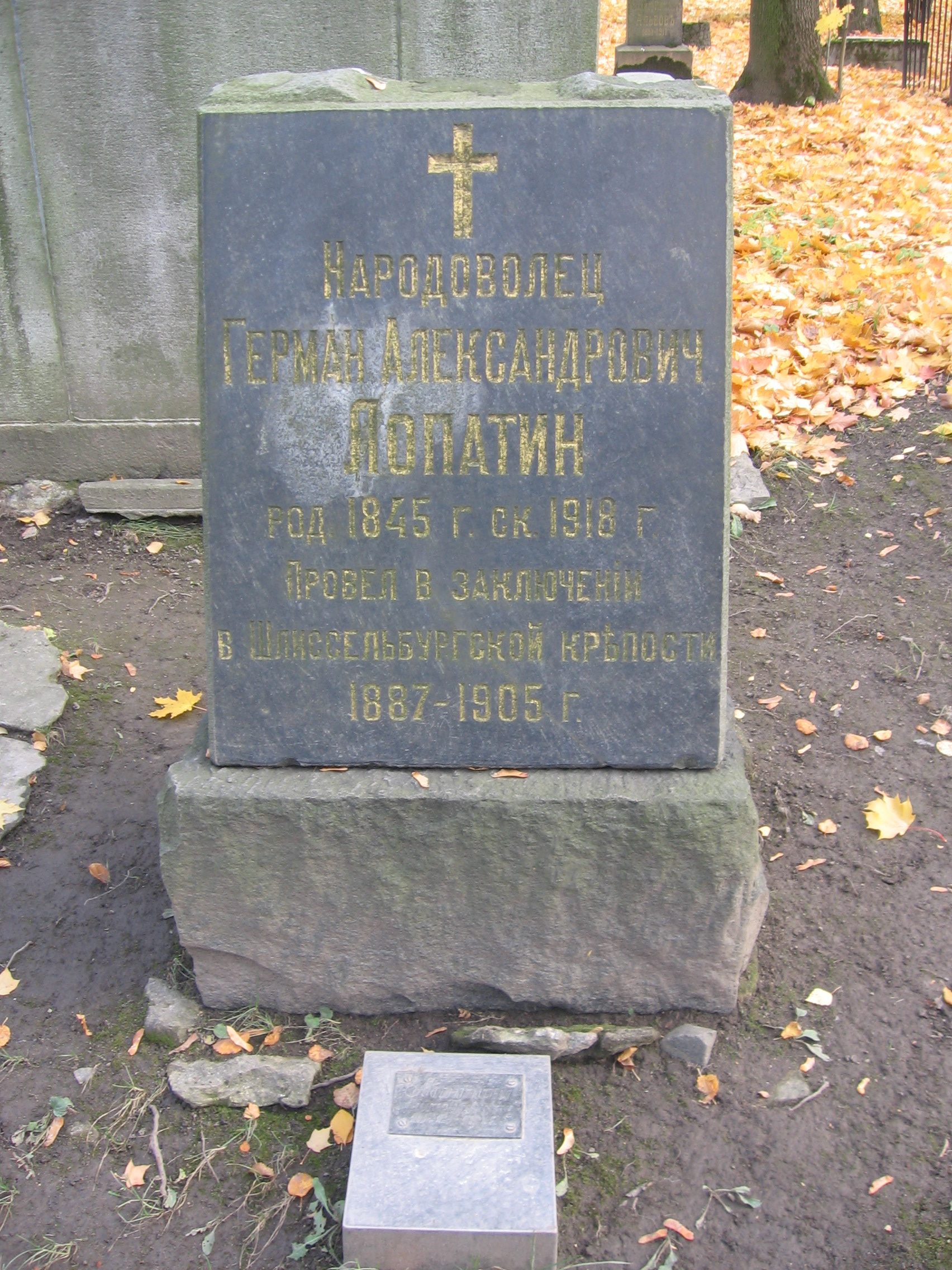
Надгробие Г. А. Лопатина на Литераторских мостках

- до 1861 — Ставрополь, Барятинская ул. (в настоящее время — Комсомольская)[15], д. 113 (учёба в гимназии)
- 1861—1867 — Санкт-Петербург (учёба в университете, защита диссертации)
- 1867 — Италия (для участия в отрядах Гарибальди)
- 1867—1868 — Санкт-Петербург (жил, работал)
- 1868—1870 — Ставрополь-Кавказский (ссылка)
- 1870 — Париж
- 1870 — Швейцария
- 1870 — Англия
- 1870—1873 — Иркутск, Вилюйск (тюрьма)
- 1873 — Санкт-Петербург (жил после побега)
- 1873—1879 — Париж (жил под фамилией Барт)
- 1879—1880 — Ташкент, Шелковичная ул., дом Ошаниных (ссылка)
- 1880—1883 — Вологда (ссылка)
- 1883 — Париж
- 1883 — Лондон
- Март 1884 — 6 октября 1884 — Санкт-Петербург, М. Конюшенная ул., д. 1/3, доходный дом Шведской церкви святой Екатерины[2]
- 6 октября 1884 — октябрь 1905 — Шлиссельбургская крепость (тюремное заключение)
- октябрь 1905—1913 — Вильна
- 1909 — Италия
- 1913 — 26 декабря 1918 — Санкт-Петербург, затем Петроград, наб. р. Карповки, ул. Литераторов, д. 19, дом писателей имени В. И. Голубева

## Литературная и переводческая деятельность
Герман Лопатин был известен широкому кругу читателей и как литератор, автор печатавшихся в революционных изданиях очерков, писем-памфлетов на русский царизм. В 1877 году в Женеве был издан сборник «Из-за решётки», включавший произведения Вольной русской поэзии и открывавшийся предисловием Лопатина.
Для стихов Лопатина, написанных в Шлиссельбургской крепости, характерны мотивы гражданственности. Художественный дар Лопатина признавали Иван Тургенев, Глеб Успенский, Лев Толстой, Максим Горький.
Перевёл несколько трудов с английского, немецкого и французского языков.

## Общественное признание

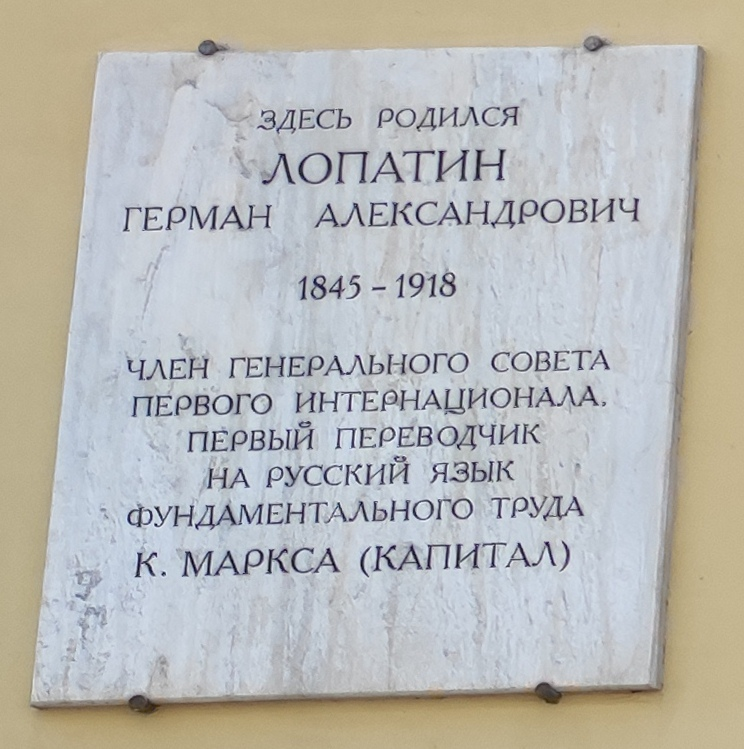
Мемориальная плита памяти Германа Лопатина в Нижнем Новгороде

- Именем Германа Лопатина в 1985 году названа улица в Невском районе Ленинграда.
- Именем Германа Лопатина названа улица в микрорайоне Верхние Печёры Нижнего Новгорода.
- Именем Германа Лопатина названа улица в Иркутске[16].
- В Ташкенте в советское время Шелковичная ул. была переименована в улицу Германа Лопатина (в настоящее время — ул. Юнус Раджабий).
- 4 декабря 1975 год в Ставрополе установлен памятник Г. А. Лопатину[17][18].
- В Санкт-Петербурге на доме 19 по улице Литераторов установлена гранитная мемориальная доска (архитектор В. В. Исаева) с надписью следующего содержания: «В этом доме в 1913—1918 годах жил Герман Александрович Лопатин (1845—1918), первый русский переводчик „Капитала“, друг К. Маркса, член Генерального совета I Интернационала».
- В Нижнем Новгороде на здании Нижегородской областной научной библиотеки имени В. И. Ленина (это дом 3 по нынешней Варварской улице, до революции здесь располагался Нижегородский дворянский институт) установлена мемориальная доска в память о Лопатине, который тут родился[19].
- В Ставрополе на улице Лопатина установлена мемориальная доска с краткими сведениями об известном революционере[15][20].
- В Ставрополе в доме Лопатиных (дом 113 по Комсомольской улице) организован музей «Русская старина»[21].
- С 1969 года в Ставрополе вручается краевая премия союза журналистов России имени Германа Лопатина[1].
- В 1970 году вышел фильм Северо-Кавказской студии кинохроники «Герман Лопатин» (режиссёр и оператор — Пётр Финкельберг).
- В честь Германа Лопатина назван бывший посёлок Лопатин Кизлярского района.

## Комментарии
1. ↑  В повести «Божеское и человеческое» (1905), один из персонажей которой (Меженецкий) имеет некоторые черты Германа Лопатина, Лев Толстой описал методику, которую Лопатин использовал в одиночной камере для сохранения здравого рассудка:

Он долго обдумывал наилучший для этой цели образ жизни и придумал так: ложился он в девять часов и заставлял себя лежать — спать или не спать, всё равно — до пяти часов утра. В пять часов он вставал, убирался, умывался, делал гимнастику и потом, как он себе говорил, шёл по делам. И в воображении он шёл по Петербургу, с Невского на Надеждинскую, стараясь представлять себе всё то, что могло встретиться ему на этом переходе: вывески, дома, городовые, встречающиеся экипажи и пешеходы. В Надеждинской он входил в дом своего знакомого и сотрудника, и там они, вместе с пришедшими товарищами, обсуживали предстоящее предприятие. Шли прения, споры. Меженецкий говорил и за себя и за других. Иногда он говорил вслух, так что часовой в окошечко делал ему замечания, но Меженецкий не обращал на него никакого внимания и продолжал свой воображаемый петербургский день. Пробыв часа два у приятеля, он возвращался домой и обедал, сначала в воображении, а потом в действительности, тем обедом, который ему приносили, и ел всегда умеренно. Потом он, в воображении, сидел дома и занимался то историей, математикой и иногда, по воскресеньям, литературой. Занятие историей состояло в том, что он, избрав какую-нибудь эпоху и народ, вспоминал факты и хронологию. Занятие математикой состояло в том, что он делал наизусть выкладки и геометрические задачи. (Он особенно любил это занятие.) По воскресеньям он вспоминал Пушкина, Гоголя, Шекспира и сам сочинял.

Перед сном он ещё делал маленькую экскурсию, в воображении ведя с товарищами, мужчинами и женщинами, шуточные, весёлые, иногда серьёзные разговоры, иногда бывшие прежде, иногда вновь выдумываемые. И так шло дело до ночи. Перед сном он для упражнения делал в действительности две тысячи шагов в своей клетке и ложился на свою койку и большей частью засыпал.

На другой день было то же. Иногда он ехал на юг и подговаривал народ, начинал бунт и вместе с народом прогонял помещиков, раздавал землю крестьянам. Всё это, однако, он воображал себе не вдруг, а постепенно, со всеми подробностями. В воображении его революционная партия везде торжествовала, правительственная власть слабела и была вынуждена созвать собор. Царская фамилия и все угнетатели народа исчезали, и устанавливалась республика, и он, Меженецкий, избирался президентом. Иногда он слишком скоро доходил до этого, и тогда начинал опять сначала и достигал цели другим способом.

Так он жил год, два, три, иногда отступая от этого строгого порядка жизни, но большей частью возвращаясь к нему. Управляя своим воображением, он освободился от непроизвольных галлюцинаций. Только изредка на него находили припадки бессонницы и видения, рожи, и тогда он глядел на отдушник и соображал, как он укрепит верёвку, как сделает петлю и повесится. Но припадки эти продолжались недолго. Он преодолевал их.

Так прожил он почти семь лет. Когда срок его заключения кончился и его повезли на каторгу, он был вполне свеж, здоров и в полном обладании своих душевных сил.